# Choi Tae-uk
Choi Tae-Uk (Incheon, 13 de março de 1981) é um ex-futebolista profissional sul-coreano, que atuava como defensor.

## Carreira
Choi Tae-Uk representou a Seleção Sul-Coreana de Futebol nas Olimpíadas de 2000 e 2004. Disputou a Copa do Mundo de 2002.